# BR-Klasse 92
Die BR-Klasse 92 oder CC92000 ist eine Baureihe von elektrischen Zweisystemlokomotiven, die von British Rail (BR) und der französischen Staatsbahn SNCF für den Einsatz zwischen Großbritannien und Frankreich durch den Eurotunnel beschafft wurde. Neun der insgesamt 46 Lokomotiven mit den Betriebsnummern 92006, 010, 014, 018, 023, 028, 033, 038 und 043 waren Eigentum der SNCF.  Neben dem Einsatz im grenzüberschreitenden Güterverkehr sollten die Lokomotiven auch vor „Nightstar“-Nachtreisezügen zwischen dem Norden Großbritanniens und dem europäischen Festland verkehren. Für diese Einsätze erhielt das Unternehmen European Passenger Services (EPS) sieben Lokomotiven (92020, 021, 032, 040, 044, 045 und 046). Sämtliche Lokomotiven bekamen Namen berühmter europäischer Schriftsteller oder Komponisten.

## Geschichte und Beschreibung

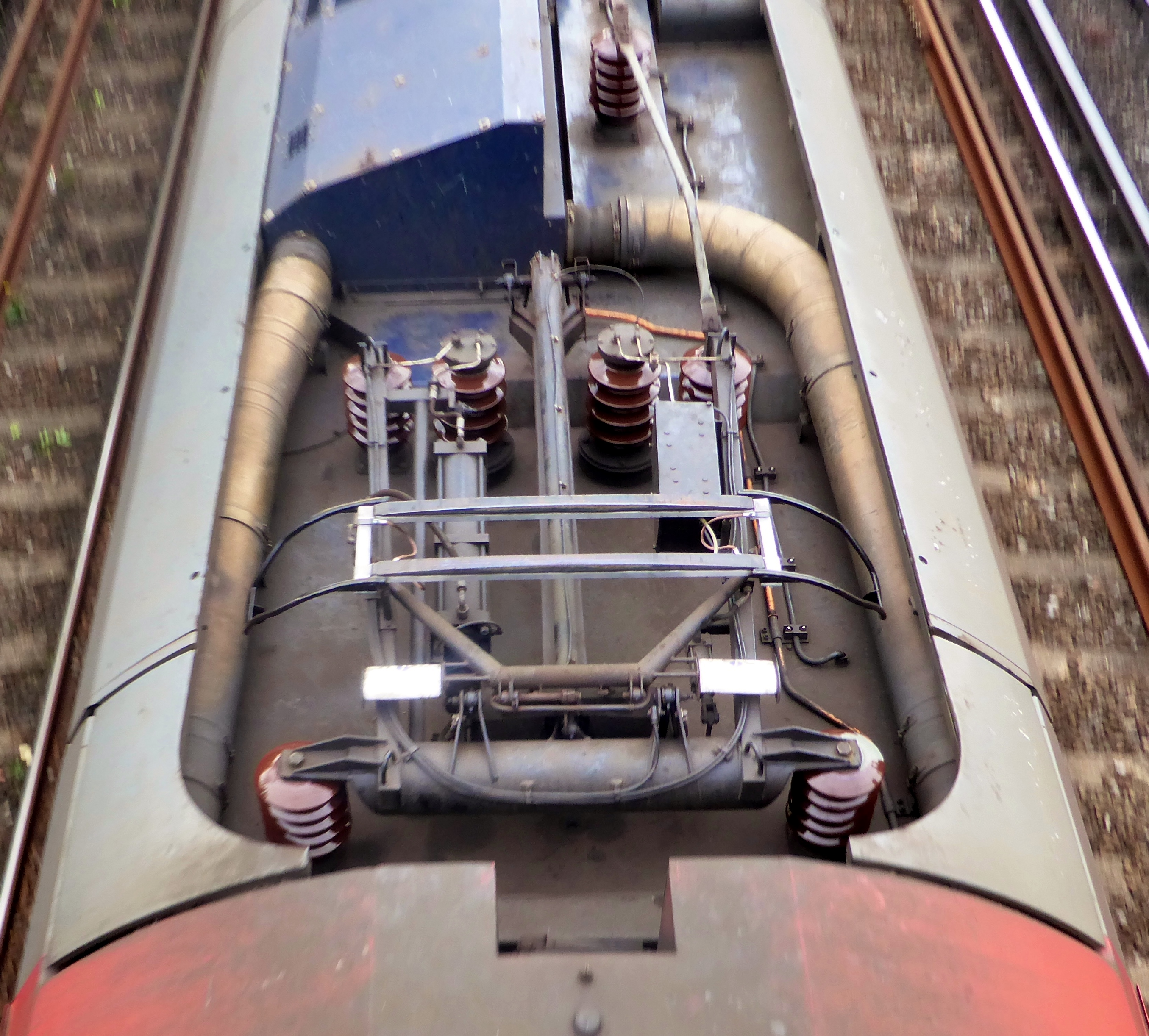
Dachstromabnehmer der 92016

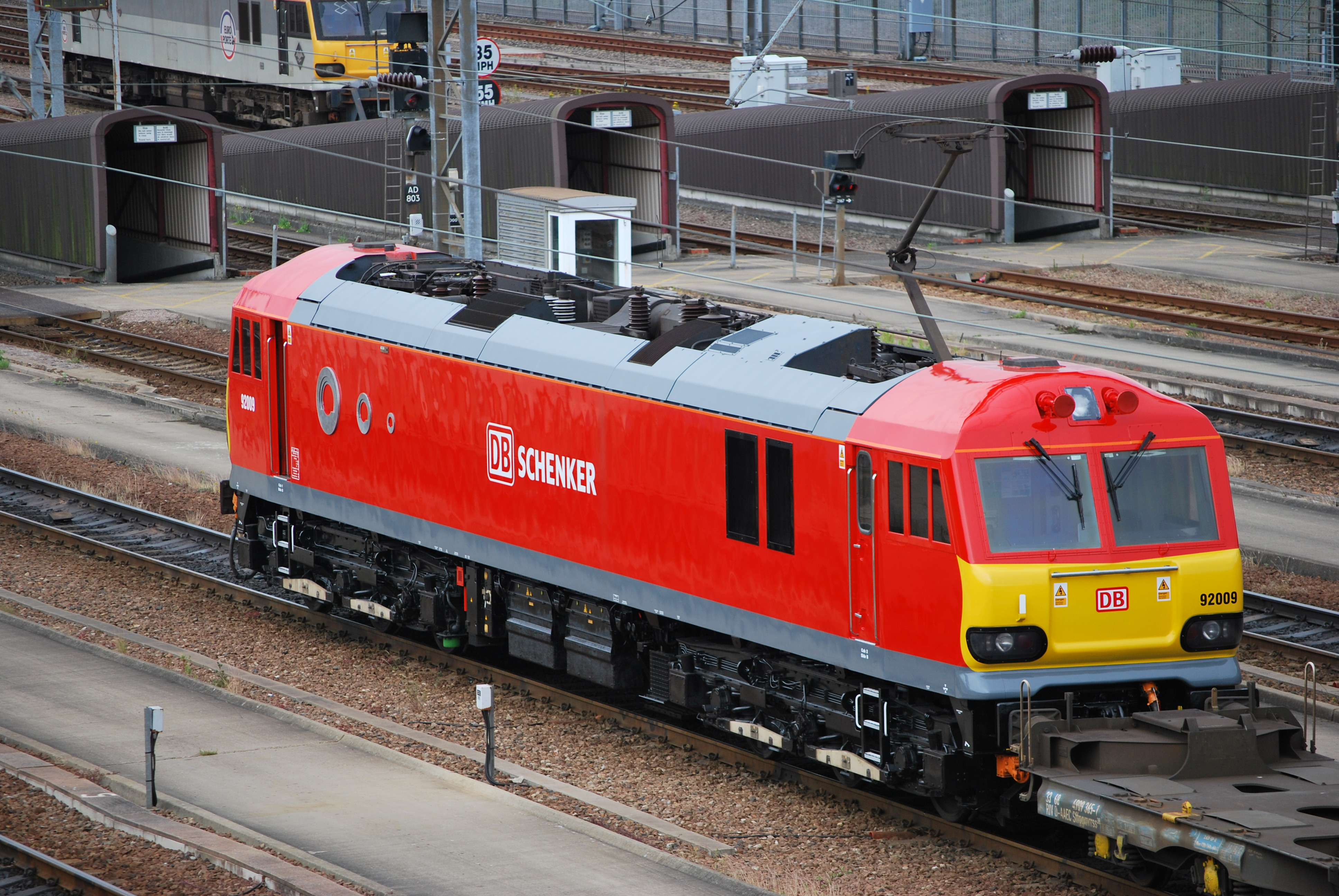
92009 von DB Schenker im Bahnhof Dollands Moor (2011)

Die Lokomotiven wurden von einem Konsortium der Hersteller Brush Traction und Asea Brown Boveri (ABB) gebaut. Für den freizügigen Einsatz in beiden Ländern wurden sie dem britischen Lichtraumprofil entsprechend konzipiert. Bei einer Länge von 21,36 m sind sie nur 2,64 m breit, was ihnen ein schlankes Aussehen verleiht.
Weitgehend von der britischen Diesellokomotivbaureihe 60 wurden die Lokomotivkästen übernommen. Um den Sicherheitsstandards im Ärmelkanaltunnel und den europäischen Normen zu genügen, erhielten sie aber veränderte und verstärkte Stirnfronten, die den früheren britischen Vorschriften entsprechend gelb gehalten wurden. Sie ruhen auf zwei dreiachsigen Drehgestellen. Jede Achse wird von einem Drehstrom-Asynchronmotor angetrieben. Pro Drehgestell gibt es einen Stromrichter, der über GTO-Thyristoren und das Leitsystem ABB MICAS-S2 geregelt wird. Die meisten elektrischen Systeme wurden redundant ausgeführt, um die Gefahr eines Lokausfalls im Tunnel zu reduzieren.
Die Stromversorgung der Maschinen mit Wechselspannung von 25 kV und 50 Hz erfolgt über Einholm-Dachstromabnehmer aus der Oberleitung. Für den Betrieb mit Gleichspannung von 750 V, die seitlichen aus Stromschienen bezogen wird, besitzen die Loks zwölf seitliche Stromabnehmer, die von den an die Radsatzlager angehängten, isolierten Stromabnehmerbalken getragen werden. Diese werden beim Betrieb mit Wechselspannung nach oben in die Stromabnehmerbalken eingezogen. Sie sind mit Rekuperationsbremsen ausgestattet, doppeltraktionsfähig und für den Wendezugbetrieb geeignet. Die Farbgebung der Lokomotivkästen entsprach ursprünglich dem von Railfreight (zwei Grautöne), die dunkelblaue des Dachs den Eurostar-Zügen. Drei erhabene Kreise an den Längsseiten symbolisierten den Eurotunnel.
Im April 1993 verließ die erste Maschine das Brush-Werk im englischen Loughborough, 1996 wurde die letzte ausgeliefert. Alle Lokomotiven, auch die der SNCF, wurden im britischen Depot Crewe beheimatet. Der geplante Einsatz der EPS-Lokomotiven vor „Nightstar“-Zügen wurde nicht realisiert, sämtliche Maschinen liefen bis 2015 ausschließlich vor Güterzügen.
Am 21. November 1997 war mit der 92003 „Beethoven“ letztmals eine Lokomotive dieser Bauart für British Rail unterwegs. Nach der Zerschlagung der staatlichen Eisenbahngesellschaft gingen die deren Gütersparte Railfreight Distribution zugehörigen Lokomotiven an die English, Welsh & Scottish Railway (EWS), jene gehört seit November 2007 zur Deutschen Bahn AG. Die Eurostar International, Eigner von EPS, bot im Jahr 2000 die nicht vor Nachtzügen zum Einsatz gekommenen Maschinen zum Verkauf an, fand aber keine Abnehmer. 2007 kaufte die Eurotunnel-Güterverkehrssparte Europorte Channel fünf dieser Lokomotiven für den Einsatz vor Güterzügen zwischen den beiden Tunnel-Terminals Dollands Moor und Fréthun. Den gleichen Weg gingen 2011 die Lokomotiven der SNCF, von denen mittlerweile sechs die Nachtreisezüge Caledonian Sleeper befördern. Alle 16 Lokomotiven von Europorte gingen im Pool von GB Railfreight auf.
Für die Strecke High Speed 1 zwischen London und dem Eurotunnel wurden die Lokomotiven ab 2011 mit Fahrzeugeinrichtungen für die Zugbeeinflussung Transmission Voie-Machine (TVM) ausgerüstet; sie sind nun für das gesamte britische Wechselstromnetz zertifiziert. Am 31. März 2015 bespannte erstmals eine 92 von GB Railfreight den Caledonian Sleeper vom Londoner Bahnhof Euston nach Schottland.
Im Sommer 2018 waren die ehemaligen SNCF-Lokomotiven 92010, 014, 018, 023, 033 und 038 beim Caledonian Sleeper zwischen London und Edinburgh bzw. Glasgow im Einsatz. Sie und die 92006 waren für diese Einsätze in der Farbe Caledonian Blue lackiert worden. Neun Lokomotiven der Baureihe 92 liefen in Rumänien für DB Cargo Romania, vier weitere für DB Cargo Bulgaria in Bulgarien. Noch im selben Jahr verkaufte DB Cargo Romania ihre Loks an die russische Firma Locotech, die vier davon (472 001, 003, 004 und 005) an Transagent Rail nach Kroatien vermietete.

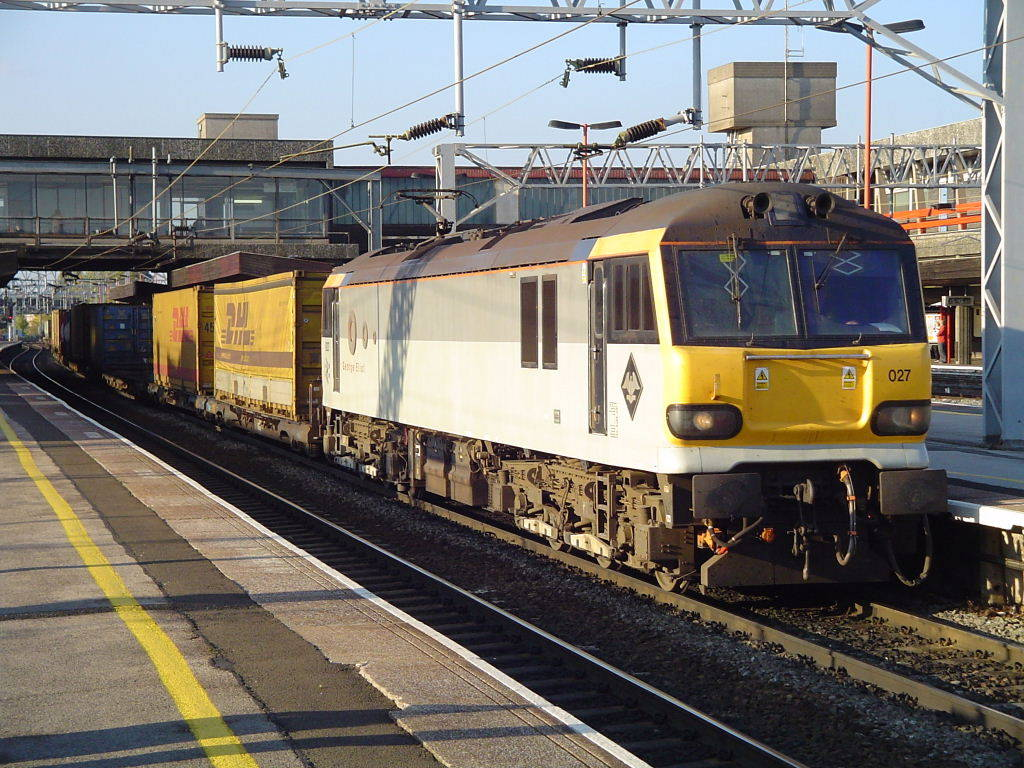
92027 „George Eliot“ in Stafford (2005)
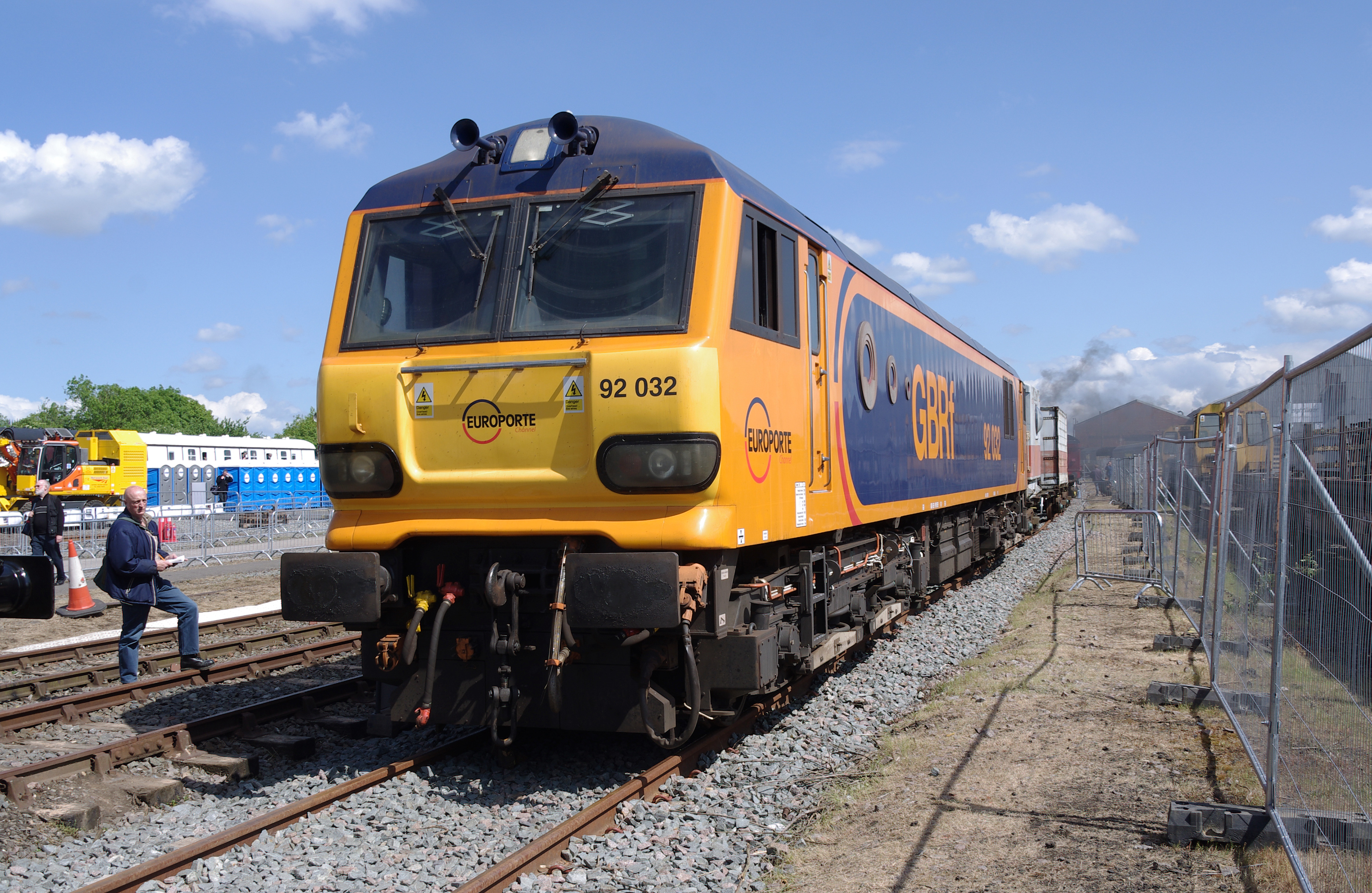
92032 in GB-Railfreight-Farbgebung (2012)
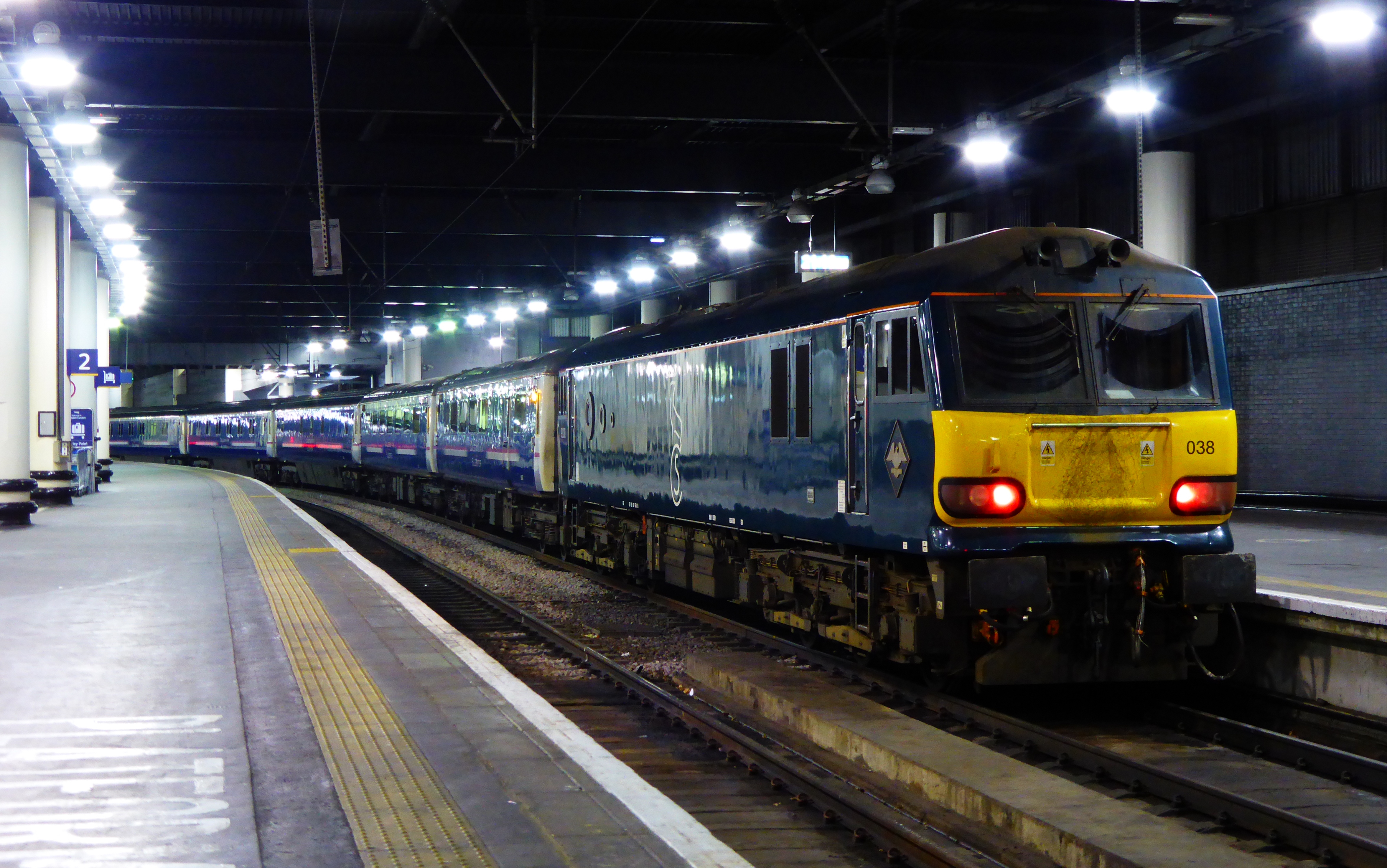
92038 vor dem Caledonian Sleeper (2017)
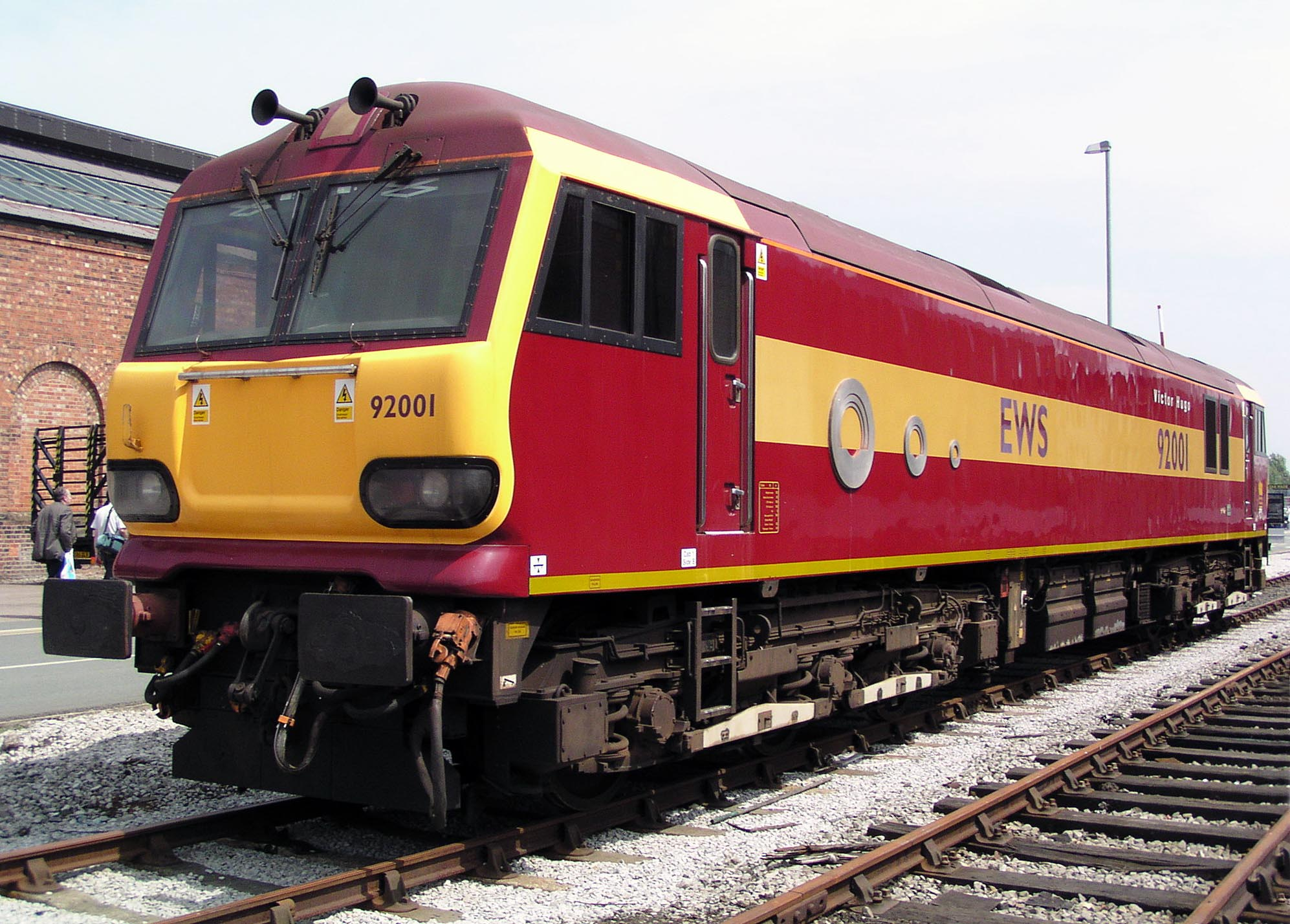
92001 „Victor Hugo“ in EWS-Farbgebung (2003)
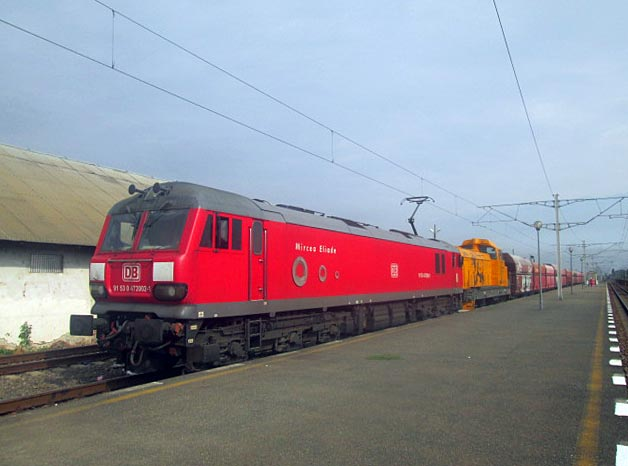
In „Mircea Eliade“ umbenannte 92001 von DB Cargo Romania in Rumänien (2015)